# 鸿寿坊
鸿寿坊原本是位於中華人民共和國上海市普陀區長壽路街道的一個石库门里弄住宅區，後來改造為商業和办公區域。

## 歷史
鸿寿坊的範圍北至长寿路，南至新会路，东至西康路，新会路234弄及214至232号、长寿路253至263号、西康路1069至1113号均屬於鸿寿坊。有砖木结构石库门式二层楼房12幢、二层店面3幢。占地约8070平方米，建筑面积约8100平方米。
1933年前后，潘守仁出资建造鸿寿坊，不久出售给怡和洋行。中國抗日戰爭結束后國民政府認定鸿寿坊屬於敌产並將其没收。
2016年，當局對鸿寿坊启动旧区改建。原居民開始搬遷。
2019年，瑞安集團下屬的瑞安房地产拍得地塊並負責开发。2023年9月28日，改造後的鸿寿坊商業區域開街。改造後的鸿寿坊總面積8.8万平方米，商业面积為1.5万平方米。其中鸿寿坊食集面积近5000平方米，入駐的是餐饮企業。除了商業區域外，鸿寿坊還有两栋甲级办公楼（东塔、西塔）。其中东塔总高25层。西塔总高11层。辦公區域於2023年8月28日開業。鸿寿坊的主入口有一個名叫《上海点心》的艺术装置。